# Палата представителей Техаса
Палата представителей Техаса (англ. Texas House of Representatives) — нижняя палата законодательного собрания штата Техас.
В Палату представителей входят 150 человек, избираемых в одномандатных округах в штате Техас. Средний избирательный округ насчитывает около 168 000 человек. Выборы в Палату представителей штата проводятся каждые два года в первый вторник после первого понедельника ноября. Депутаты избираются на два года без ограничения срока полномочий. Зал заседаний расположен в Капитолии штата.

## Руководство
Председателем палаты является спикер, в обязанности которого входит поддержание порядка, предоставление слова во время обсуждения, назначение глав и членов комитетов, а также отправка законопроектов на рассмотрение комитетам. Временный спикер занимает формальную должность. В отличие от других штатов Палата представителей Техаса официально не признаёт большинство или меньшинство. Неофициальными лидерами являются председатель фракции республиканцев и фракции демократов, которые избираются составами этих фракций.
| Должность              | Фамилия          | Партия                 | Офис        | Округ |
| ---------------------- | ---------------- | ---------------------- | ----------- | ----- |
| Спикер                 | Дейд Фелан       | Республиканская партия | Бомонт      | 21    |
| Временный спикер       | Чарльз Джерен    | Республиканская партия | Форт-Уэрт   | 99    |
| Фракция республиканцев | Крейг Голдман    | Республиканская партия | Форт-Уэрт   | 91    |
| Фракция демократов     | Кристофер Тёрнер | Демократическая партия | Гранд-Прери | 101   |

## Комитеты
Ниже представлен список комитетов 81-й легислатуры:
- Комитет по сельскому хозяйству и домашнему скоту
- Комитет по ассигнованиям
  - Подкомитет по деловому и экономическому развитию
  - Подкомитет по уголовному правосудию
  - Подкомитет по образованию
  - Подкомитет по федеральному правительству
  - Подкомитет по вопросам здравоохранения и социальных служб
  - Подкомитет по ураганам
  - Подкомитет по стимулированию
- Комитет по границам и межправительственным связям
- Комитет по бизнесу и промышленности
- Комитет по календарю
- Комитет по исправительным учреждениям
- Комитет по делам округов
- Комитет по делам уголовной юрисдикции
- Комитет по делам культуры, отдыха и туризма
- Комитет по делам обороны и ветеранов
- Комитет по выборам
- Комитет по энергоресурсам
- Комитет по природоохранительному законодательству
- Комитет по делам федерального Фонда экономической стабилизации (специальный комитет)
- Комитет по общим расследованиям и этике
- Комитет по высшему образованию
- Комитет по делам административных органов палаты
- Комитет по делам социальных служб
- Комитет по страхованию
- Комитет по делам судебной и гражданской юриспруденции
- Комитет по делам управления землями и ресурсами
- Комитет по делам лицензирования и процедуре управления делами
- Комитет по календарю согласия
- Комитет по природным ресурсам
- Комитет по пенсиям, инвестициям и финансовым ресурсам
- Комитет по делам государственного образования
- Комитет по делам здравоохранения
- Комитет по делам государственной безопасности
- Комитет по пересмотру границ избирательных округов
- Комитет правил и резолюций
- Комитет по государственным делам
- Комитет по технологиям, экономическому развитию и трудовым ресурсам
- Транспортный комитет
- Комитет по городским делам
- Бюджетный комитет

Существуют также объединённые комитеты, в которые входят члены палаты представителей и сената:
- Комитет по законодательному надзору за уголовным судопроизводством
- Законодательный аудиторский комитет
- Законодательный бюджетный комитет
- Законодательный библиотечный комитет
- Sunset Advisory Commission
- Законодательный совет

## Состав
| Состав                             | Партия (Цвет указывает большинство) | Партия (Цвет указывает большинство) | Партия (Цвет указывает большинство) | Итого |          |
| ---------------------------------- | ----------------------------------- | ----------------------------------- | ----------------------------------- | ----- | -------- |
| Состав                             |                                     |                                     |                                     | Итого |          |
| Состав                             | Республиканская                     | Демократическая                     | Независимый                         | Итого | Вакантно |
| Конец 2010                         | 75                                  | 73                                  | 0                                   | 148   | 2        |
|                                    |                                     |                                     |                                     |       |          |
| Начало 2011                        | 101                                 | 49                                  | 0                                   | 150   | 0        |
| Конец 2012                         | 101                                 | 48                                  | 0                                   | 149   | 1        |
|                                    |                                     |                                     |                                     |       |          |
| Начало 2013                        | 95                                  | 55                                  | 0                                   | 150   | 0        |
| Конец 2014                         | 95                                  | 55                                  | 0                                   | 150   | 0        |
|                                    |                                     |                                     |                                     |       |          |
| Начало 2015                        | 98                                  | 52                                  | 0                                   | 150   | 0        |
| Конец 2016                         | 99                                  | 50                                  | 1                                   | 150   | 0        |
|                                    |                                     |                                     |                                     |       |          |
| Начало 2017                        | 95                                  | 55                                  | 0                                   | 150   | 0        |
| Конец 2018                         | 94                                  | 56                                  | 0                                   | 150   | 0        |
|                                    |                                     |                                     |                                     |       |          |
| 2019-2020                          | 83                                  | 67                                  | 0                                   | 150   | 0        |
|                                    |                                     |                                     |                                     |       |          |
| Начало 2021                        | 82                                  | 67                                  | 0                                   | 149   | 1        |
| 6 марта 2021                       | 83                                  | 67                                  | 0                                   | 150   | 0        |
| 30 июля 2021                       | 82                                  | 67                                  | 0                                   | 149   | 1        |
| 19 августа 2021                    | 82                                  | 66                                  | 0                                   | 148   | 2        |
| 12 октября 2021                    | 83                                  | 66                                  | 0                                   | 149   | 1        |
| 3 ноября 2021                      | 84                                  | 66                                  | 0                                   | 150   | 0        |
| 15 ноября 2021                     | 85                                  | 65                                  | 0                                   | 150   | 0        |
| Результаты после последних выборов | 57%                                 | 43%                                 |                                     |       |          |

## Известные бывшие члены
- Дольф Бриско — губернатор Техаса (1973—1979)
- Джон Гарнер — член Палаты представителей США (1903—1933), спикер Палаты (1931—1933) и вице-президент США (1933—1941)
- Рик Перри — губернатор Техаса (с 2000)
- Кок Стивенсон — губернатор Техаса (1941—1947)
- Чарльз Уилсон — член Палаты представителей США (1973—1996), прототип главного героя книги и фильма «Война Чарли Уилсона»
- Кэй Хатчисон — сенатор США (1993—2013)